# 清水沟站
清水沟站位于中华人民共和国贵州省威宁彝族回族苗族自治县草海镇，是内昆铁路上的火车站，建于2002年，由中国铁路成都局集团管辖。

## 业务办理
办理客运货运业务。